# Pulo Ndadap
Pulo Ndadap is een bestuurslaag in het regentschap Aceh Tenggara van de provincie Atjeh, Indonesië. Pulo Ndadap telt 377 inwoners (volkstelling 2010).